# Harry Beaumont
Harry Beaumont (Abilene, Kansas, 10 de Novembro de 1888 – Santa Monica, Califórnia, 22 de Dezembro de 1966) foi um realizador, actor e argumentista de cinema americano. Trabalhou para diversas produtoras, incluindo Fox, Goldwyn, Metro, Warner Brothers e Metro-Goldwyn-Mayer.

## Vida pessoal
Harry Beaumont casou com a actriz Hazel Daly. O casal teve duas filhas gémeas, Anne e Geraldine, nascidas em 1922.
Harry Beaumont faleceu em 22 de Dezembro de 1966, com 78 anos, no St. John's Hospital em Santa Monica, na Califórnia.

## Carreira
Harry Beaumont teve os seus maiores sucessos durante a era do cinema mudo, quando realizou filmes como Beau Brummel (1924) e Our Dancing Daughters (1928). Realizou em 1929 o primeiro musical da Metro-Goldwyn-Mayer, A Melodia da Broadway, o qual ganhou o Óscar de Melhor Filme na 2ª Cerimónia dos Óscares realizada em 1930 e pelo qual foi nomeado para o Óscar de Melhor Realizador.

## Filmografia

### Realizador
- The Call of the City (1915)
- Lord and Lady Algy (1919)
- Main Street (1923)
- The Gold Diggers (1923)
- Beau Brummel (1924)
- The Lover of Camille (1924)
- Forbidden Hours (1928)
- Our Dancing Daughters (1928)
- A Single Man (1929)

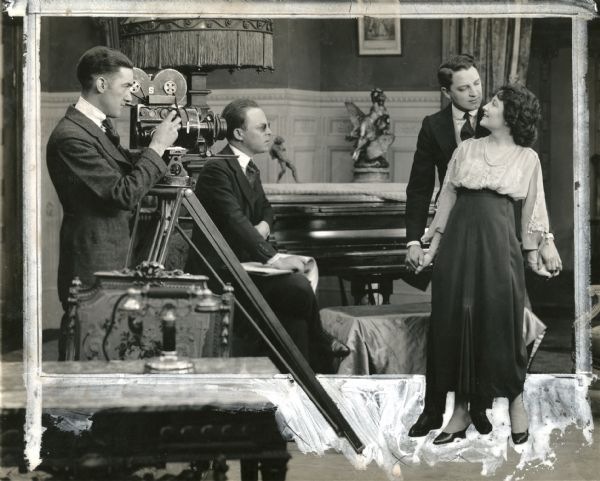
Harry Beaumont dirigindo Bryant Washburn e Hazel Daly em Filling His Own Shoes (1917)

- A Melodia da Broadway (1929) – Óscar de Melhor Filme de 1930
- Our Blushing Brides (1930, uncredited)
- Those Three French Girls (1930)
- Dance, Fools, Dance (1931)
- Laughing Sinners (1931)
- Faithless (1932)
- When Ladies Meet (1933)
- Enchanted April (1935)

### Argumentista
- Brown of Harvard (1918)